# Амид цинка
Амид цинка — неорганическое соединение, 
производное аммиака с формулой Zn(NH2)2,
белый аморфный порошок,
реагирует с водой.

## Получение
- Нагревание диэтилцинка в эфирном растворе с аммиаком:

{\displaystyle {\mathsf {Zn(C_{2}H_{5})_{2}+2NH_{3}\ {\xrightarrow {150^{o}C}}\ Zn(NH_{2})_{2}+2C_{2}H_{6}\uparrow }}}

## Физические свойства
Амид цинка образует белый аморфный порошок.
Реагирует с водой,
не растворяется в этаноле и диэтиловом эфире.

## Химические свойства
- Разлагается при нагревании:

{\displaystyle {\mathsf {3Zn(NH_{2})_{2}\ {\xrightarrow {330^{o}C}}\ Zn_{3}N_{2}+4NH_{3}\uparrow }}}
- Реагирует с водой:

{\displaystyle {\mathsf {Zn(NH_{2})_{2}+2H_{2}O\ {\xrightarrow {}}\ Zn(OH)_{2}+2NH_{3}\uparrow }}}
- Реагирует с кислотами:

{\displaystyle {\mathsf {Zn(NH_{2})_{2}+4HCl\ {\xrightarrow {}}\ ZnCl_{2}+2NH_{4}Cl}}}
- Реагирует с перекисью водорода:

{\displaystyle {\mathsf {Zn(NH_{2})_{2}+H_{2}O_{2}+2H_{2}O\ {\xrightarrow {}}\ ZnO_{2}+2NH_{3}\cdot H_{2}O}}}